# Dufourea pontica
Dufourea pontica là một loài Hymenoptera trong họ Halictidae. Loài này được Warncke mô tả khoa học năm 1979.